# Nyctiphrynus
Nyctiphrynus är ett släkte med fåglar i familjen nattskärror med fyra arter som förekommer i Latinamerika:
- Mexikansk nattskärra (N. mcleodii)
- Mayanattskärra (N. yucatanicus)
- Fläcknattskärra (N. ocellatus)
- Chocónattskärra (N. rosenbergi)